# Antychryst

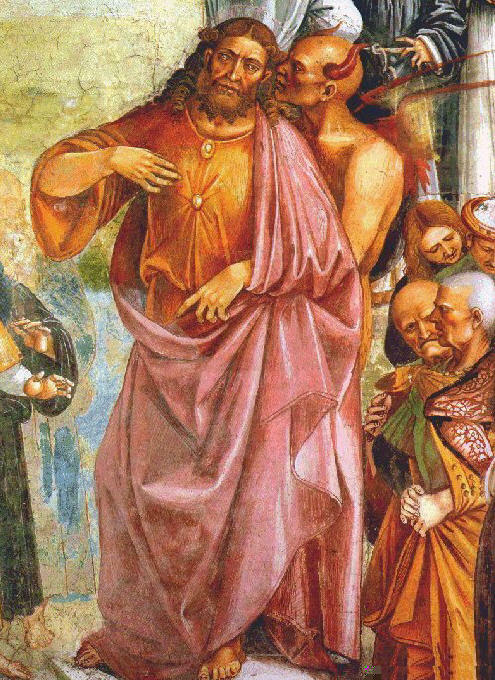
Antychryst – fragment fresku Luki Signorelliego „Kłamstwa Antychrysta”

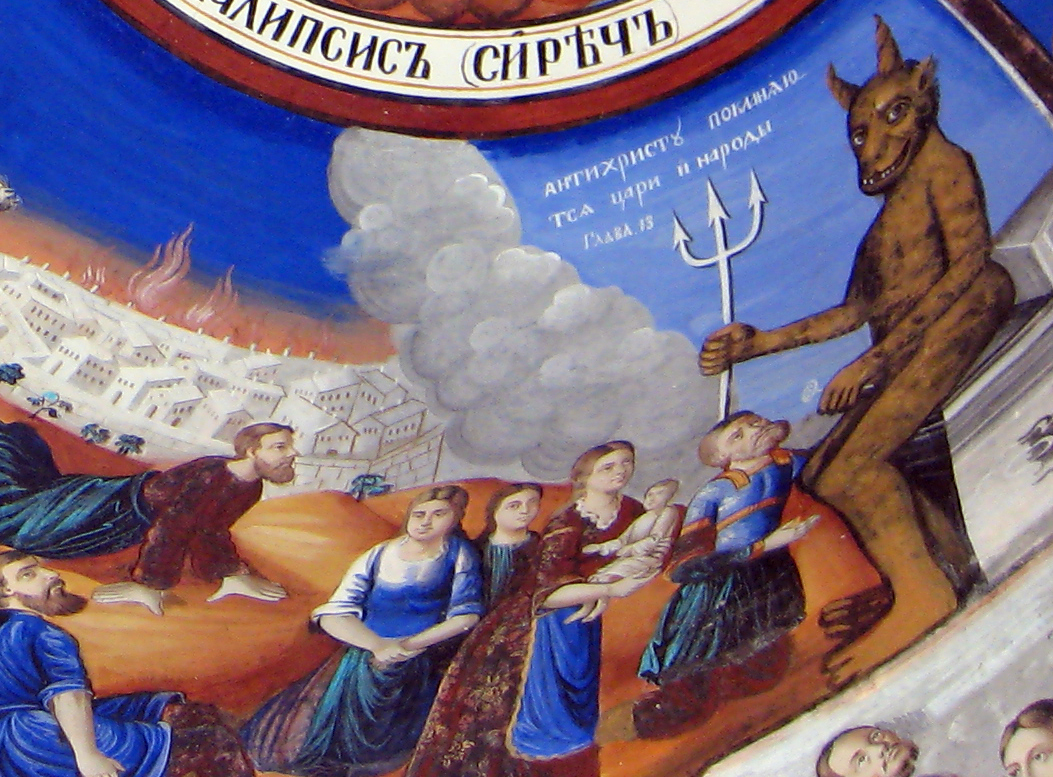
Antychryst na fresku w prawosławnym monasterze św. Joachima Osogowskiego w Macedonii Północnej

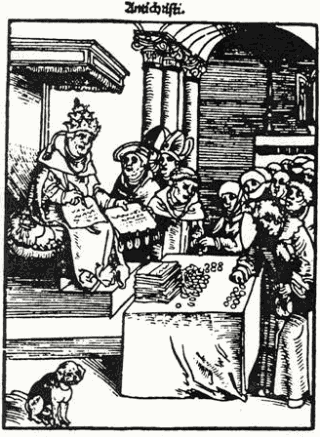
Grawiura z 1521 r. wykonana przez Lucasa Cranacha przedstawiająca papieża jako Antychrysta

Antychryst (gr. antichristos) – przeciwnik, oponent Chrystusa (anti – przeciw, zamiast; christos – pomazaniec); duch będący zaprzeczeniem Chrystusa, jego antytezą. Szatan; anioł upadły, zły duch, czart, władca, który rządzi w powietrzu (Biblia: List do Efezjan, 2,2), kusiciel, książę ciemności, w wierzeniach judeo-chrześcijańskich główny duch zła we wszechświecie.

## Wierzenia
Według przekazów biblijnych Antychryst spowoduje odstępstwo w chrześcijaństwie, będzie prześladować i wytracać wyznawców Chrystusa, będzie zamierzał zmienić Prawo Boże i wypowiadać słowa, które mają charakter bluźnierczy, a jego działalności będą towarzyszyć fałszywe objawienia, znaki i cuda. Będzie dominować w Europie przez 1260 dni (wg rachuby biblijnej 1260 dni = 1260 lat) i dotrwa do powtórnego przyjścia Chrystusa.
W Biblii imię to oznacza zazwyczaj oponenta albo przeciwnika w zwykłym, ludzkim sensie. Tak postrzega antychrysta Nowy Testament. Proroctwa zawarte głównie w Księdze Daniela, listach apostoła Pawła i w Apokalipsie zapowiadają pojawienie się wielu antychrystów-ludzi. Jednak kładą główny nacisk na pojawienie się szczególnego Antychrysta bezpośrednio przed powtórnym przyjściem Chrystusa. Wiele grup chrześcijan na przestrzeni dziejów próbowało utożsamić postać Antychrysta z jakimś konkretnym człowiekiem. Między innymi za Antychrysta uważano cesarza rzymskiego Nerona, niektórych papieży, antypapieży, Fryderyka Barbarossę, Fryderyka II Hohenstaufa, cesarza Francuzów Napoleona I Bonaparte, wodza i kanclerza Rzeszy Niemieckiej Adolfa Hitlera, przywódcę ZSRR Józefa Stalina. Można też porównywać diabła z Bogiem w tym sensie, że są przeciwstawni, np.:
Bóg Ojciec – Smok, Wąż
Syn Boży – Bestia z Morza, Antychryst (Syn Zatracenia)
Duch Święty – Bestia z Ziemi, Fałszywy Prorok
Problem Antychrysta był głównym tematem rekolekcji wielkopostnych, jakie wygłosił dla papieża Benedykta XVI kardynał Giacomo Biffi w marcu 2007.

## Antychryst w Biblii
W Piśmie Świętym słowa antychryst użył tylko apostoł Jan. W dwóch listach noszących jego imię pojawia się ono cztery razy – zarówno w liczbie pojedynczej i mnogiej. Wynika z nich, że antychryst to kłamca i zwodziciel, którego celem jest zniszczenie więzi łączącej człowieka z Chrystusem i z Bogiem.
Co Biblia mówi o antychryście:
- Dzieci, jest już ostatnia godzina, i tak, jak słyszeliście, Antychryst nadchodzi, bo oto teraz właśnie pojawiło się wielu antychrystów; stąd poznajemy, że już jest ostatnia godzina. (1 Jana 2:18)[a]
- Któż zaś jest kłamcą, jeśli nie ten, kto zaprzecza, że Jezus jest Mesjaszem? Ten właśnie jest Antychrystem, który nie uznaje Ojca i Syna. (1 Jana 2:22)
- Każdy zaś duch, który nie uznaje Jezusa, nie jest z Boga; i to jest duch Antychrysta, który – jak słyszeliście – nadchodzi i już teraz przebywa na świecie. (1 Jana 4:3)
- Wielu bowiem pojawiło się na świecie zwodzicieli, którzy nie uznają, że Jezus Chrystus przyszedł w ciele ludzkim. Taki jest zwodzicielem i Antychrystem. (2 Jana 7)

## Antychryst w księgach symbolicznych Kościołów
Księgi symboliczne Kościołów powstałych w wyniku reformacji zgodnie stwierdzają, że jedynym Panem Kościoła jest Chrystus, dlatego też przypisywanie sobie godności i władzy Pana Kościoła przez instytucję papiestwa jest przypisywaniem sobie praw należnych jedynie Bogu, dlatego też instytucja papiestwa (ale nie Kościół rzymskokatolicki, również nie jakiś poszczególny papież), stawiając się w pozycji Chrystusa, ma znamiona antychrysta (wyraz antychryst pochodzi od greckiego złożenia αντί + Χριστός, przy czym „αντί” oznacza nie tylko przeciwko, lecz także zamiast, albo w miejsce).

### Kościoły luterańskie
- W Traktacie o władzy i prymacie papieża z 1537 roku, zredagowanym przez Filipa Melanchtona, w punktach 39-41 stwierdzono, że przypisywanie sobie przez papieży władzy w sprawach zastrzeżonych dla Boga, oraz sprzeciwianie się naukom ewangelii wskazuje, że instytucja papieska ma znamiona władzy antychrysta[4].

### Kościoły kalwińskie
- W księdze symbolicznej Kościołów ewangelicko-reformowanych Institutio religionis christianae Jana Kalwina antychryst jest utożsamiany z instytucją papiestwa (Księga IV rozdz. 12 punkt 12)[5].
- Konfesja Westminsterska z 1646 roku – antychryst jest utożsamiany z instytucją papiestwa (Rozdział XXV Kościół punkt VI)[6].

### Kościoły baptystyczne
- Londyńskie Wyznanie Wiary baptystów z 1689 roku – antychryst jest utożsamiany z instytucją papiestwa (Rozdział XXVI Kościół punkt 4)[7].

## Antychryst w literaturze
W literaturze kwestia tożsamości antychrysta i jego działalności nie jest jednoznacznie i precyzyjnie określona. Część autorów uważa, że antychrystem jest lub będzie instytucja, inni zaś, że będzie nim określona jednostka – człowiek.
Ważniejsi autorzy utożsamiający antychrysta z instytucją papiestwa:
- John Wycliffe,
- Jan Hus,
- Girolamo Savonarola,
- John Wesley, założyciel Kościoła ewangelicko-metodystycznego,
- James Aitken Wylie, szkocki historyk religii i duchowny prezbiteriański, w swoich dziełach The Papacy: its History, Dogmas, Genius, and Prospects (1851) oraz The Papacy is the Antichrist (1888) dowodzi na podstawie faktów historycznych oraz dogmatyki i prawa kanonicznego Kościoła rzymskiego, że papiestwo jest antychrystem.

Ważniejsi autorzy utożsamiający antychrysta z konkretną osobą, która ma się objawić w nieokreślonej przyszłości:
- Robert Bellarmin,
- Jacques-Bénigne Bossuet,
- Arthur Pink,
- Peter Goodgame.

Xavier Léon-Dufour twierdzi, że personifikacja ta ma charakter ponadczasowy i dopatrywanie się jej w jakiejś postaci historycznej jest bezzasadne.

## Antychryst w kulturze
Filozof niemiecki Fryderyk Nietzsche sam siebie nazywał antychrystem. Napisał też książkę pod tym tytułem, poświęconą krytyce chrześcijaństwa. Również rockman Marilyn Manson utożsamia się z postacią Antychrysta, często i bezwzględnie krytykując chrześcijaństwo.
W 2009 duński reżyser Lars von Trier zrealizował film Antychryst, w którym główne role zagrali Willem Dafoe i Charlotte Gainsbourg.